# Дворец на илюзиите
„Дворец на илюзиите“ (на английски: Brokedown Palace) е американски игрален филм (драма) от 1999 г. на режисьора Джонатан Каплан, по сценарий на Дейвид Арата. Музиката е композирана от Дейвид Нюман. Във филма участват главните актриси Клеър Дейнс и Кейт Бекинсейл. Филмът излиза на екран от 13 август 1999 г.